# Seth Lundy
Seth Xavier Lundy (Paulsboro, Nueva Jersey, 2 de abril de 2000) es un baloncestista estadounidense que se encuentra sin equipo. Con 1,93 metros de estatura, juega en la posición de alero.

## Trayectoria deportiva

### Universidad
Jugó cuatro temporadas con los Nittany Lions de la Universidad Estatal de Pensilvania, en las que promedió 10,5 puntos y 4,6 rebotes por partido. Después de su cuarta temporada, se declaró para el draft de la NBA, renunciando a su elegibilidad universitaria restante.

#### Estadísticas
| Año     | Equipo     | PJ  | PT | MPP  | %TC  | %3P  | %TL  | RPP | APP | ROB | TPP | PPP  |
| ------- | ---------- | --- | -- | ---- | ---- | ---- | ---- | --- | --- | --- | --- | ---- |
| 2019–20 | Penn State | 31  | 15 | 14.8 | .394 | .391 | .750 | 2.7 | .5  | .3  | .4  | 5.3  |
| 2020–21 | Penn State | 25  | 15 | 23.8 | .385 | .320 | .813 | 4.2 | .8  | .7  | .6  | 10.1 |
| 2021–22 | Penn State | 30  | 30 | 32.4 | .395 | .348 | .867 | 4.9 | .7  | 1.0 | .7  | 11.9 |
| 2022–23 | Penn State | 36  | 36 | 31.7 | .450 | .400 | .807 | 6.3 | .9  | .8  | .6  | 14.2 |
| Total   | Total      | 122 | 96 | 26.0 | .412 | .368 | .814 | 4.6 | .7  | .7  | .5  | 10.5 |

### Profesional
Fue elegido en la cuadragesimosexta posición del Draft de la NBA de 2023 por los Atlanta Hawks. Lundy y Jalen Pickett fueron los primeros dos compañeros de equipo de los Nittany Lions en ser seleccionados en el mismo draft de la NBA. El 6 de julio de 2023 firmó un contrato dual con los Atlanta Hawks y su filial en la G League, los College Park Skyhawks. Fue despedido el 18 de diciembre de 2024.

## Estadísticas de su carrera en la NBA

### Temporada regular
| Año     | Equipo  | PJ | PT | MPP | %TC  | %3P  | %TL  | RPP | APP | ROB | TPP | PPP |
| ------- | ------- | -- | -- | --- | ---- | ---- | ---- | --- | --- | --- | --- | --- |
| 2023-24 | Atlanta | 9  | 0  | 5.8 | .235 | .231 | .750 | .8  | .0  | .0  | .0  | 1.6 |
| Total   | Total   | 9  | 0  | 5.8 | .235 | .231 | .750 | .8  | .0  | .0  | .0  | 1.6 |